# Jim River (South Fork Koyukuk River)
Der Jim River ist ein etwa 114 km langer linker Nebenfluss des South Fork Koyukuk River im Interior des US-Bundesstaates Alaska nördlich des Polarkreises.

## Flusslauf
Der Jim River entspringt in den Kokrine-Hodzana Highlands, 234 km nordnordwestlich von Fairbanks auf einer Höhe von etwa 1160 m. Er fließt in überwiegend westlicher Richtung. Er bildet dabei zahlreiche Flussschlingen eingerahmt von teils verlandeten Altarmen. Der Dalton Highway (⊙) kreuzt den Flusslauf bei Flusskilometer 53. Bei Flusskilometer 31 trifft der Prospect Creek linksseitig auf den Jim River. Oberhalb der Einmündung befindet sich unweit vom linken Flussufer die Siedlung Prospect Creek. Im Unterlauf durchfließt der Jim River den östlichen Randbereich des Tieflands der Kanuti Flats. Der Jim River mündet schließlich auf einer Höhe von etwa 198 m in den South Fork Koyukuk River, 69 km ostnordöstlich der Siedlung Allakaket.

## Hydrologie
Am Abflusspegel 22,3 km oberhalb der Mündung wurde im Messzeitraum 1970–1977 ein mittlerer Abfluss (MQ) von 12,1 m³/s gemessen. Die größten Wassermengen führt der Jim River gewöhnlich in den Monaten Mai und Juni mit mittleren monatlichen Abflüssen von 47 und 38 m³/s.

## Einzugsgebiet
Der Jim River entwässert ein Areal von etwa 1270 km². Das Einzugsgebiet grenzt im Norden an das Einzugsgebiet des oberstrom gelegenen South Fork Koyukuk River, im Osten an das Einzugsgebiet des Hodzana River, im Süden an das Einzugsgebiet des Bonanza Creek sowie im Südwesten an das Einzugsgebiet des unteren Fish Creek.

## Flussfauna
Zur Flussfauna des Jim River gehören Königslachs, Ketalachs, Arktische Äsche, Quappe, Hecht und Coregoninae (whitefish).